# Kerk van Oudwoude
De kerk van Oudwoude is een kerkgebouw in Oudwoude in de Nederlandse provincie Friesland.

## Beschrijving
De laatgotische eenbeukige kerk uit de 15e eeuw heeft een driezijdige koorsluiting uit de 17e eeuw. Circa 1880 kreeg de kerk een nieuwe geveltoren en werd bepleisterd. In 1965 werd de kerk weer ontpleisterd tijdens een restauratie naar plannen van A. Baart jr. De kerk is een rijksmonument. Bij de ingang is een herdenkingssteen aangebracht voor Jan Binnes, een aanvoerder van het Kollumer Oproer. Op het kerkhof bevinden zich grafkelders van de families Limburg-Stirum en Van Heemstra.
De preekstoel en overhuifde herenbank dateren uit de 18e eeuw. Het orgel uit 1856 is gebouwd door L. van Dam & Zonen. Van de zes rouwborden voor de heren van Fogelsangh State zijn er drie afkomstig uit de Maartenskerk in Kollum.

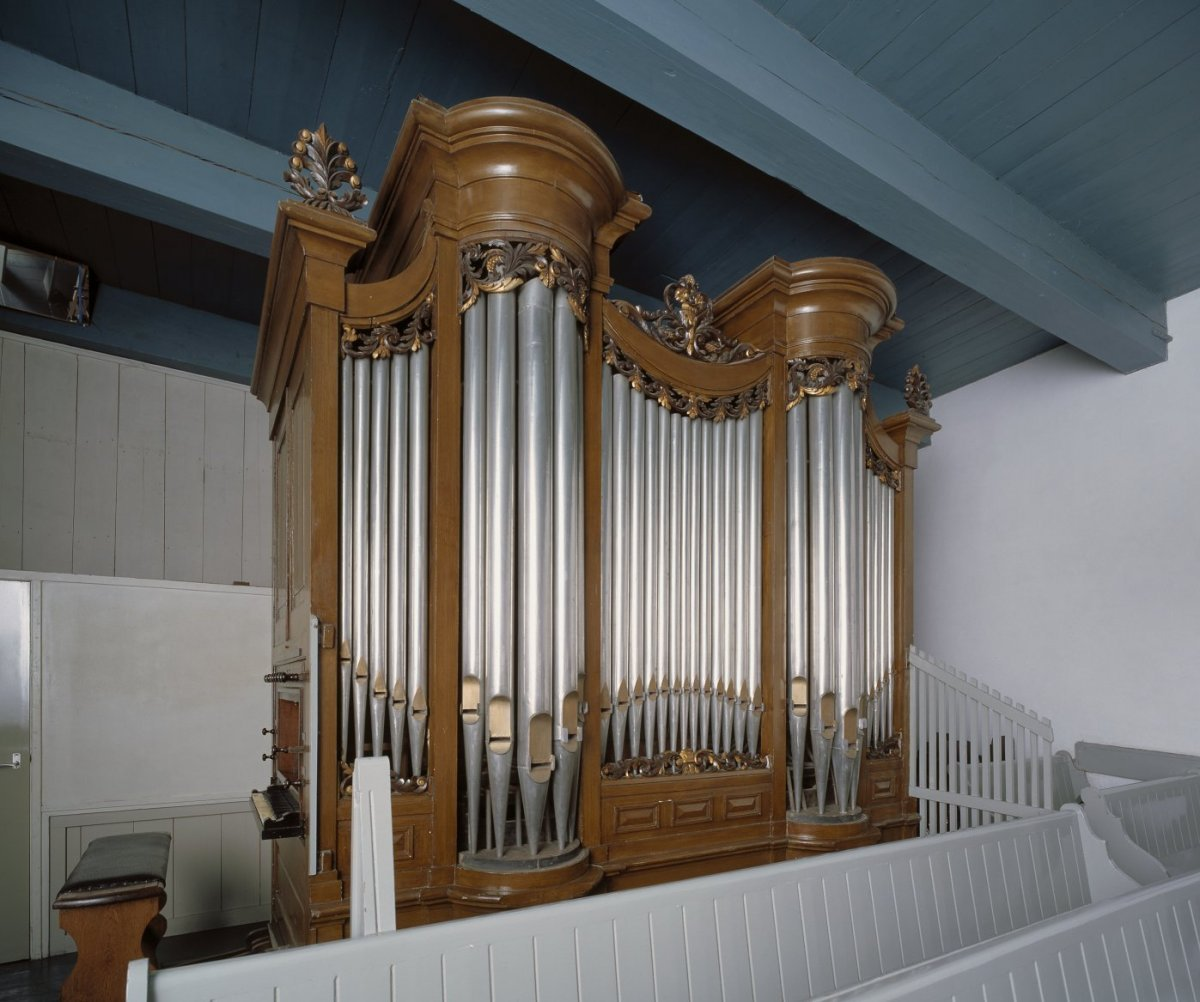
Orgel (2000)
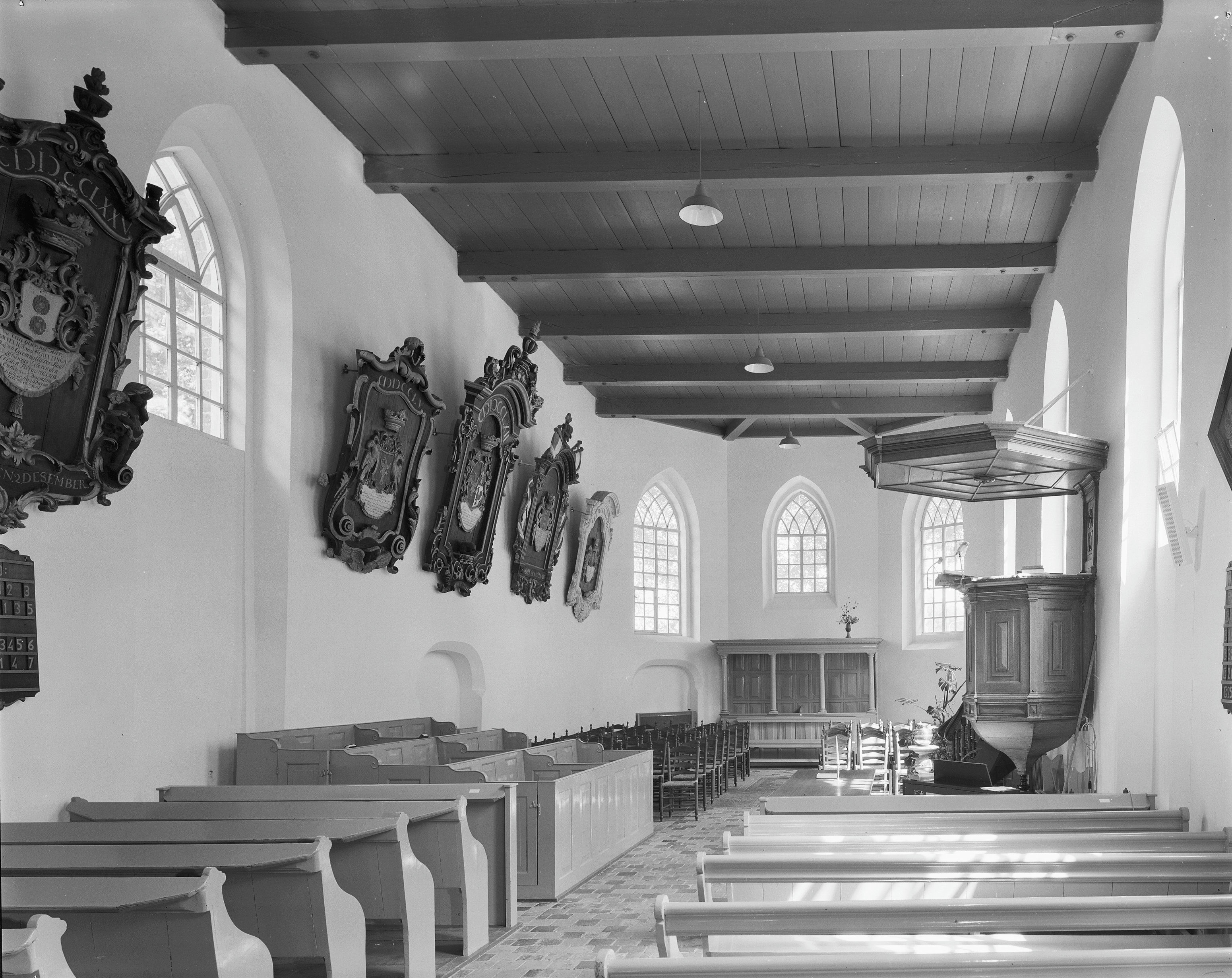
Interieur (1976)